# Týnec (Distrito de Břeclav)
Týnec é uma comuna checa localizada na região de Morávia do Sul, distrito de Břeclav‎.